# Ледниковый экспресс
Ледниковый экспресс — поезд, соединяющий железнодорожные вокзалы двух крупных горных курортов : Санкт-Морица и Церматта в швейцарских Альпах. Поезд эксплуатируется совместно Железной дорогой Маттерхорн-Готтард(MGB) и Ретийской железной дорогой (RhB). Значительную часть своего пути, он проходит через объект Всемирного наследия ЮНЕСКО, Ретийская железная дорога в культурном ландшафте Альбулы и Бернины.
Поезд не является скоростным и имеет репутацию самого медленного экспресса в мире. Так как в Санкт-Морице и Церматте расположены две известные горы, Ледниковый экспресс также называют путешествием с Пиц Бернина на Маттерхорн.
Первый Ледниковый экспресс отправился в 1930 году. Первоначально он управлялся тремя железнодорожными компаниями: Бриг-Висп-Церматт бан (BVZ), Фурка Оберальп бан (FO), и RhB. С 2003 года поезд управляется RhB и вновь созданной компанией, MGB, которая возникла из слияния BVZ и FO.
Поездка на Ледниковом экспрессе длится 7,5 часов и проходит по 291 мосту, через 91 туннель и через перевал Оберальп в самой высокой точке на 2,033 м над уровнем моря. Вся линия метровой колеи (узкоколейная), и на протяжении большой части пути использует зубчатую систему для подъёма на крутых уклонах и для подтормаживания на спуске на обратном пути.
Работает ежедневно, круглый год, за исключением ноября. В зимний сезон количество рейсов в день уменьшается.

## История

### Ранние годы
Завершение строительства FO в 1926 открыло путь между кантонами Вале и Граубюнден для дальнейшего развития туризма. В частности, были пущены Kurswagen (вагоны беспересадочного сообщения) между Бригом и Куром, и между Бригом и Санкт-Морицем.
В начале июня 1930 года, когда железная дорога Висп-Церматт была продлена до Брига метровой колеёй вдоль долины Роны между Фиспом и Бригом, стало возможно проехать весь путь от Церматта до Санкт-Морица и обратно. 25 июня 1930, отправился первый поезд из Церматта в Санкт-Мориц, под названием Ледниковый экспресс. Новый поезд получил имя в честь ледника Рона, который находится рядом с Глетчем, на перевале Фурка.
До 1982 года Ледниковый экспресс эксплуатировался только в летние месяцы, потому что перевал Фурка и перевал Оберальп были закрыты зимой из-за снега. Изначально поезд был составлен из вагонов первого-третьего класса и вагона-ресторана, поставляемых всеми тремя компаниями. Между городами Кур и Дизентис пассажиры могли отведать горячий обед в вагоне-ресторане Mitropa. Начиная с 1933 г., Ледниковый экспресс прицепляется к обычным пассажирским поездам между Бригом и Церматтом.
В самые ранние годы Ледниковый экспресс использовал электровозы на BVZ и RhB, но паровозы на FO. В 1941—1942 годах надземная контактная сеть была установлена на FO, что позволило использовать электрическую тягу на всей длине маршрута. Впрочем, Ледниковый экспресс не ходил в период между 1943 и 1946 годами из-за Второй Мировой Войны.
После возобновления ежедневных рейсов в 1948 году, обслуживание в вагоне-ресторане было продлено от Дизентиса до вершины перевала Оберальп. Между 1950-ми и 1970-х годах и BRZ, и RhB представили новые локомотивы, что позволило сократить расписание. Между тем, обслуживание в вагоне-ресторане было продлено дальше, до Андерматта.

### Круглогодичная работа
В 1981 в истории Ледникового экспресса подошла к концу эпоха, с закрытием на зиму линии FO через перевал Фурка и туннель Фурка-саммит, между Обервальдом и Глетчом. В июне 1982 года эту линию заменил недавно открывшийся базисный туннель Фурка. Как следствие, Ледниковый экспресс стал отделён от давшего ему имя ледника Роны, но зато мог работать на круглогодичной основе.
С того времени BVZ, FO и RhB начали позиционировать Ледниковый экспресс как туристическую достопримечательность. Рекламный материал фокусировался на статусе «самый медленный экспресс в мире», проходящий 291 км, 91 туннель и 291 мост. Специальный бокал на наклонной ножке подчеркнул крутизну некоторых участков маршрута. Пассажиропоток вырос с 20 000 в 1982 году до более чем 53 000 в 1983 году, и до 80 000 в 1984 году.

### Последние события
В 1985 расписание Ледникового экспресса было полностью пересмотрено. Между 1986 и 1993 годами BVZ и FO вложили почти 40 млн швейцарских франков в строительство 18 новых панорамных вагонов первого класса. К 2005 году более 250 000 пассажиров путешествовали на Ледниковом экспрессе каждый год.
7 июля 2008 железные дороги Альбула и Бернина были совместно записаны в список Всемирного наследия ЮНЕСКО под названием Ретийская железная дорога в культурном ландшафте Альбулы и Бернины. В настоящее время Ледниковый экспресс особенно популярен у туристов из Германии, Японии и Индии.

## Маршрут

### Линия Альбула
Вскоре после выхода из Санкт-Морица (1,775 м) в Граубюндене, поезд проходит Самедан и Бевер на плато Энгадин. Там он проезжает Val Bever перед входом в туннель Альбула на высоте 1,815 м (5,955 м) под перевалом Альбула. После туннеля поезд проходит через Преду, первую станцию в долине Альбула и продолжает движение по направлению к Бергюну. Между этими двумя деревнями из-за большого перепада высот (400 м) поезд должен пройти через множество спиралей на небольшой дистанции (5 км).
После очередного витка, поезд достигает Филизура (1,032 м) в конце долины, где встречается со стыковочным поездом из Давоса. Оттуда, поезд проходит по Виадуку Ландвассер, наиболее знаковой достопримечательности железнодорожной линии, и продолжает движение в сторону Тузис (720 м), где он достигает Хинтеррейна и следует вдоль него в город Кур (585 м).
- Вокзал Санкт-Морица.
- Ледниковый экспресс на вокзале Санкт-Морица
- Северный портал тоннеля Альбула и вокзал Преда
- Перегон Преда-Бергюн
- Виадук Албула IV.
- Ледниковый экспресс в Бергюне.
- Вокзал Тифенкастель
- Виадук Solis

### Линия через Оберальп
От Кура поезд следует обратно вдоль Рейна через ущелье Ruinaulta и медленно поднимается в долину к Иланц (698 м), Дизентису (1,142 м), где переходит с путей RhB на MGB, и Седрену (1,404 м). От Седрена линия становится круче, чтобы, наконец, достичь её высшей точки, перевала Оберальп на высоте 2,033 м. Оттуда поезд въезжает в кантон Ури в Центральной Швейцарии и спускается вниз до Андерматта (1,447 м).
- Около Reichenau-Tamins.
- Рейнское ущелье
- Виадук Russein.
- Ледниковый экспресс в Дизентисе.
- у озера Оберальп

### Линия через Фурку
От Андерматта поезд идёт в долине Urserental мимо деревень Хоспенталь (1,452 м) и Реальп (1,538 м). Оттуда поезд въезжает в базисный тоннель Фурка, покидая старую железную дорогу, которая поднимается на перевал Фурка (сегодня обслуживается компанией Паровая Зубчатая Железная Дорога Фурка), и выезжает в Обервальде (1,368 м) в долине Гомс, в кантоне Вале. Поезд затем отправляется в сторону Брига, следуя вдоль Роны, и проходит мимо деревень Ульрихен (1,346 м), Мюнстер-Гешинен (1,359 м) и Фиш (1,049 м), прежде чем пройти через другую спираль.
- Северный портал базисного тоннеля Фурка
- Южный портал базисного тоннеля Фурка
- Старая дорога через перевал Фурка
- Станция Gletsch старой дороги, на заднем плане - Ронский ледник, в честь которого назван экспресс
- Ледниковый экспресс в Бриге.

### Линия Маттерталь
От Брига (678 м) поезд следует через Фисп (651 м), затем входит в долину Маттерталь и поднимается вверх, проходя деревни Штальден (799 м), Санкт-Никлаус (1,127 м) и Ранда (1,408 м). Таш (1,450 м) является важной станции в конце открытой для автомобилей дороги, и поэтому там расположен терминал для автомобилистов. После крутого перегона поезд, наконец, прибывает в Церматт в 1,616 м, после почти 8 часов пути.
- Вокзал Брига.
- Ледниковый экспресс в Фиспе.
- Вокзал Таша.
- Вокзал Церматта.
- На вокзале Церматта.
- На вокзале Церматта.